# Bad Hall
Bad Hall je město v rakouské spolkové zemi Horní Rakousy v okrese Steyr-venkov. Žije zde přibližně 5 000 obyvatel.

## Geografie
Sousední obce: Rohr im Kremstal, Sierning, Kremsmünster, Adlwang, Waldneukirchen a Pfarrkirchen bei Bad Hall.

## Znak
Na znaku obce je zobrazena místní kaple svaté Margarety "pod sedmi lipami", která hrála v historii sídla významnou roli (např. volby radních).

## Historie
Již Keltové znali toto místo, kde lze nalézt sůl. Roku 777 se o něm zmiňují zápisy kláštera v Kremsmünsteru. Postupně zde vzniklo sídlo, které v roce 1287 získalo trhové právo. Během napoleonských válek byla obec několikrát obsazena vojsky. Na počátku 19. století se začalo s komerčním využíváním zdejších minerálních pramenů s významným obsahem jodu pro léčebné účely. Od roku 1876 má obec označení "Bad" - lázně. V roce 1880 zde v lázeňském orchestru debutoval jako dirigent tehdy dvacetiletý Gustav Mahler.

## Památky
Mezi místní památky patří řada staveb spojených z lázeňstvím.

## Politika
Obecní rada po komunálních volbách v roce 2009:
- 15 mandátů ÖVP
- 10 mandátů SPÖ
- 3 mandáty FPÖ
- 3 mandáty BZÖ